# Ролофф, Анника
Анника Ролофф (нем. Annika Roloff, род. 10 марта 1991 года, Хольцминден, Нижняя Саксония, Германия) — немецкая прыгунья с шестом, участница Олимпиады 2016 года.

## Биография и карьера
В 2010 году окончила гимназию в Хольцминдене, затем училась в университете Ганновера.
Дебютировала на международной арене в 2009 году. В 2014 году на соревнованиях NCAA победила на открытом воздухе и стала третьей в помещении. В 2016 году дважды становилась бронзовым призёром чемпионата Германии (в помещении и на открытом воздухе). На своей дебютной Олимпиаде в Рио не прошла в финал, заняв в квалификации 21 место.
В 2017 году на чемпионате Германии в помещении стала серебряным призёром с результатом 4,40 м.

## Основные результаты
| Год  | Соревнования                    | Место проведения         | Место  | Результат |
| ---- | ------------------------------- | ------------------------ | ------ | --------- |
| 2009 | Чемпионат Европы среди юниоров  | Нови-Сад, Сербия         | 23 (q) | NM        |
| 2011 | Чемпионат Европы среди молодёжи | Острава, Чехия           | 3      | 4,40 м    |
| 2013 | Чемпионат Европы среди молодёжи | Тампере, Финляндия       | 13 (q) | 4,05 м    |
| 2016 | Чемпионат Европы                | Амстердам, Нидерланды    | 11     | 4,35 м    |
| 2016 | Летние Олимпийские игры         | Рио-де-Жанейро, Бразилия | 21 (q) | 4,45 м    |
| 2017 | Чемпионат Европы в помещении    | Белград, Сербия          | 10     | 4,40 м    |
| 2017 | Универсиада                     | Тайбэй, Китайский Тайбэй | 2      | 4,40 м    |